# Anguispira picta
Anguispira picta é uma espécie de gastrópode  da família Endodontidae.
É endémica dos Estados Unidos da América.